# Commonwealth Bank Tournament of Champions 2011
Tenisový turnaj WTA Commonwealth Bank Tournament of Champions 2011 se konal ve dnech 3. – 6. listopadu na Bali v hale na tvrdém povrchu jako součást kategorie turnajů International. Jednalo se o třetí ročník jednoho ze dvou závěrečných turnajů ženské profesionální sezóny pro nejlepší hráčky okruhu, když následoval týden po Turnaji mistryň. Hrál se vyřazovacím systémem ve formátu pavouka. Odměny činily 600 000 USD.
Vítězkou se stala obhájkyně titulu Ana Ivanovićová, která startovala na divokou kartu.

## Kvalifikační kritéria
Turnaje konaného pouze ve dvouhře se účastnilo osm hráček (včetně dvou startujících na divokou kartu). Prvních šest tenistek si účast zajistilo tím, že splnilo dvě kritéria. Nastoupit mohly nejvýše postavené hráčky na singlovém žebříčku WTA v pondělní aktualizaci v týden startu turnaje, které se neprobojovaly do Turnaje mistryň. Druhou podmínkou byla výhra ve dvouhře na některém z turnajů kategorie WTA International Tournaments v aktuální sezóně WTA Tour 2011.
Divoké karty obdržely loňská vítězka Srbka Ana Ivanovićová a Číňanka Pcheng Šuaj.

## Body a odměny

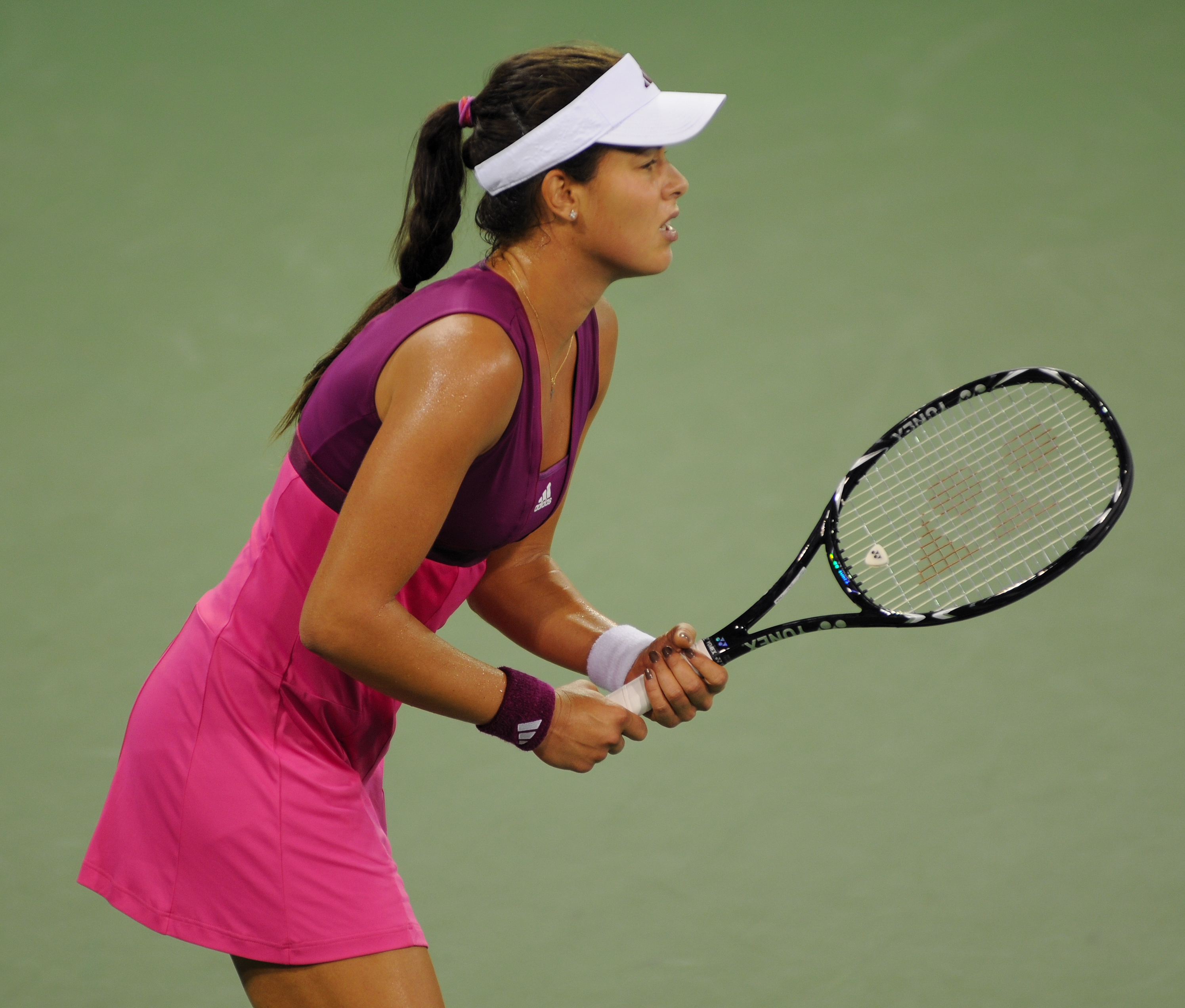
Vítězka turnaje Ana Ivanovićová

Celkově odměny činily 600 000 amerických dolarů.
| Umístění        | Odměny   | Body do žebříčku |
| --------------- | -------- | ---------------- |
| Vítězka         | $210 000 | 375              |
| Finalistka      | $120 000 | 255              |
| 3. místo        | $70 000  | 180              |
| 4. místo        | $60 000* | 165              |
| Čtvrtfinalistky | $35 000  | 75               |

- $50 000 je standardní odměna 4. místa

## Vítězky turnajů kategorie International 2011
Tabulka uvádí hráčky, které v sezóně 2011 vyhrály alespoň jeden turnaj kategorie International, čímž splnily jedno ze dvou kritérií.
| Hráčka                            | Stát         | Tituly                                                                          |
| --------------------------------- | ------------ | ------------------------------------------------------------------------------- |
| Petra Kvitová                     | Česko        | Brisbane International 2011 Generali Ladies Linz 2011                           |
| Gréta Arnová                      | Maďarsko     | ASB Classic 2011                                                                |
| Jarmila Gajdošová                 | Austrálie    | Moorilla Hobart International 2011                                              |
| Daniela Hantuchová                | Slovensko    | PTT Pattaya Open 2011                                                           |
| Magdaléna Rybáriková              | Slovensko    | Cellular South Cup 2011                                                         |
| Lourdes Domínguezová Linová       | Španělsko    | Copa Sony Ericsson Colsanitas 2011                                              |
| Gisela Dulková                    | Argentina    | Abierto Mexicano Telcel 2011                                                    |
| Anastasija Pavljučenkovová        | Rusko        | Monterrey Open 2011                                                             |
| Jelena Dokićová                   | Austrálie    | Malaysian Open 2011                                                             |
| Viktoria Azarenková               | Bělorusko    | Andalucia Tennis Experience 2011 BGL Luxembourg Open 2011                       |
| Alberta Briantiová                | Itálie       | Grand Prix de SAR La Princesse Lalla Meryem 2011                                |
| Roberta Vinciová                  | Itálie       | Barcelona Ladies Open 2011 UNICEF Open 2011 Poli-Farbe Budapest Grand Prix 2011 |
| Anabel Medinaová Garriguesová     | Španělsko    | Estoril Open 2011 Internazionali Femminili di Tennis Palermo 2011               |
| Andrea Petkovicová                | Německo      | Internationaux de Strasbourg 2011                                               |
| Sabine Lisická                    | Německo      | AEGON Classic 2011 Texas Tennis Open 2011                                       |
| Caroline Wozniacká                | Dánsko       | e-Boks Danish Open 2011                                                         |
| Polona Hercogová                  | Slovinsko    | Collector Swedish Open 2011                                                     |
| María José Martínezová Sánchezová | Španělsko    | Gastein Ladies 2011 Hansol Korea Open 2011                                      |
| Věra Zvonarevová                  | Rusko        | Baku Cup 2011                                                                   |
| Naděžda Petrovová                 | Rusko        | Citi Open 2011                                                                  |
| Xenija Pervaková                  | Rusko        | Tashkent Open 2011                                                              |
| Barbora Záhlavová-Strýcová        | Česko        | Bell Challenge 2011                                                             |
| Chanelle Scheepersová             | Jižní Afrika | Guangzhou International Women's Open 2011                                       |
| Marion Bartoliová                 | Francie      | HP Open 2011                                                                    |

- – tenistky, které hrály Turnaj mistryň. Marion Bartoliová na něm odehrála jedno utkání jako náhradnice.

### Kvalifikované hráčky
| Nas. | Hráčka                        | WTA | Vítězka                                                          |
| ---- | ----------------------------- | --- | ---------------------------------------------------------------- |
| 1.   | Marion Bartoliová             | 9.  | HP Open                                                          |
| 2.   | Pcheng Šuaj                   | 16. | divoká karta                                                     |
| 3.   | Sabine Lisická                | 18. | AEGON Classic Texas Tennis Open                                  |
| 4.   | Roberta Vinciová              | 22. | Barcelona Ladies Open UNICEF Open Poli-Farbe Budapest Grand Prix |
|      | Daniela Hantuchová            | 23. | PTT Pattaya Open                                                 |
|      | Ana Ivanovićová               | 26. | divoká karta                                                     |
|      | Anabel Medinaová Garriguesová | 28. | Estoril Open Internazionali Femminili di Palermo                 |
|      | Naděžda Petrovová             | 31. | Citi Open                                                        |

## Předešlý poměr vzájemných zápasů
Tabulka uvádí poměr vzájemných zápasů hráček před začátkem turnaje.
|    |                     | Bartoli | Pcheng | Lisická | Vinci | Hantuchová | Ivanović | M. Garrigues | Petrova | Celkem | V/P 2011 |
| 1. | Marion Bartoliová   |         | 5–3    | 1–3     | 0–1   | 1–5        | 3–4      | 6–2          | 2–1     | 18–19  | 57–24    |
| 2. | Pcheng Šuaj         | 3–5     |        | 0–2     | 0–1   | 0–1        | 0–3      | 3–0          | 3–2     | 9–14   | 53–20    |
| 3. | Sabine Lisická      | 3–1     | 2–0    |         | 0–0   | 1–1        | 0–0      | 0–0          | 1–0     | 7–2    | 47–17    |
| 4. | Roberta Vinciová    | 1–0     | 1–0    | 0–0     |       | 2–1        | 2–4      | 3–1          | 1–2     | 10–8   | 37–25    |
| 5. | Daniela Hantuchová  | 5–1     | 1–0    | 1–1     | 1–2   |            | 2–4      | 3–1          | 3–4     | 16–13  | 41–28    |
| 6. | Ana Ivanovićová     | 4–3     | 3–0    | 0–0     | 4–2   | 4–2        |          | 2–1          | 6–5     | 23–13  | 29–20    |
| 7. | A. Medina Garrigues | 2–6     | 0–3    | 0–0     | 1–3   | 1–3        | 1–2      |              | 1–2     | 6–19   | 38–22    |
| 8. | Naděžda Petrovová   | 1–2     | 2–3    | 0–1     | 2–1   | 4–3        | 5–6      | 2–1          |         | 16–17  | 24–20    |

- V/P 2011 = počet vítězných utkání (V) – prohraných utkání (P) v sezóně 2011

## Pavouk
| Legenda                                                       |                                                                        |                                                   |
| - Q – kvalifikant - WC – divoká karta - LL – šťastný poražený | - Alt – náhradník - SE – zvláštní výjimka - PR/SR – žebříčková ochrana | - w/o – bez boje - r – skreč - d – diskvalifikace |

|  | Čtvrtfinále | Čtvrtfinále                   | Čtvrtfinále       | Čtvrtfinále     | Čtvrtfinále |    |                               | Semifinále | Semifinále | Semifinále | Semifinále | Semifinále |            |  | Finále | Finále                        | Finále | Finále | Finále |
|  |             |                               |                   |                 |             |    |                               |            |            |            |            |            |            |  |        |                               |        |        |        |
|  | 1           | Marion Bartoliová             | 6                 | 67              | 0r          |    |                               |            |            |            |            |            |            |  |        |                               |        |        |        |
|  |             | Anabel Medinaová Garriguesová | 4                 | 79              | 1           |    |                               |            |            |            |            |            |            |  |        |                               |        |        |        |
|  |             | Anabel Medinaová Garriguesová | 4                 | 79              | 1           |    | Anabel Medinaová Garriguesová | 6          | 4          | 4          |            |            |            |  |        |                               |        |        |        |
|  |             |                               |                   |                 |             |    | Anabel Medinaová Garriguesová | 6          | 4          | 4          |            |            |            |  |        |                               |        |        |        |
|  |             | 3                             | Sabine Lisická    | 3               | 6           | 0r |                               |            |            |            |            |            |            |  |        |                               |        |        |        |
|  | 3           | 3                             | Sabine Lisická    | 3               | 6           | 0r | Sabine Lisická                | 7          | 6          |            |            |            |            |  |        |                               |        |        |        |
|  | 3           |                               |                   |                 |             |    | Sabine Lisická                | 7          | 6          |            |            |            |            |  |        |                               |        |        |        |
|  |             | Daniela Hantuchová            | 5                 | 2               |             |    |                               |            |            |            |            |            |            |  |        |                               |        |        |        |
|  |             |                               |                   |                 |             |    |                               |            |            |            |            |            |            |  |        | Anabel Medinaová Garriguesová | 3      | 0      |        |
|  |             |                               | WC                | Ana Ivanovićová | 6           | 6  |                               |            |            |            |            |            |            |  |        |                               |        |        |        |
|  | WC          | Ana Ivanovićová               | 6                 | 6               |             |    |                               |            |            |            |            |            |            |  |        |                               |        |        |        |
|  | 4           | Roberta Vinciová              | 3                 | 3               |             |    |                               |            |            |            |            |            |            |  |        |                               |        |        |        |
|  | 4           | Roberta Vinciová              | 3                 | 3               |             | WC | Ana Ivanovićová               | 6          | 7          |            |            |            |            |  |        |                               |        |        |        |
|  |             |                               |                   |                 |             |    | Ana Ivanovićová               | 6          | 7          |            |            |            |            |  |        |                               |        |        |        |
|  |             |                               | Naděžda Petrovová | 1               | 5           |    |                               |            | Exhibice1) | Exhibice1) | Exhibice1) | Exhibice1) | Exhibice1) |  |        |                               |        |        |        |
|  |             | Naděžda Petrovová             | Naděžda Petrovová | 1               | 5           | 6  | 6                             |            | Exhibice1) | Exhibice1) | Exhibice1) | Exhibice1) | Exhibice1) |  |        |                               |        |        |        |
|  |             | Naděžda Petrovová             |                   |                 |             | 6  | 6                             |            |            |            |            |            |            |  |        |                               |        |        |        |
|  | 2/WC        | Pcheng Šuaj                   | 4                 | 3               |             |    |                               |            |            |            |            |            |            |  |        | Daniela Hantuchová            | 2      | 7      | 0      |
|  |             |                               |                   |                 |             |    |                               |            |            |            |            |            |            |  |        | Naděžda Petrovová             | 6      | 5      | 6      |

Poznámky
- 1) – Poté, co Lisická skrečovala ve třetím setu semifinále a z turnaje odstoupila, Naděžda Petrovová obsadila třetí místo bez boje. Čtvrtý hrací den pak sehrála pouze exhibiční utkání s Hantuchovou.